# 블랙법률사전

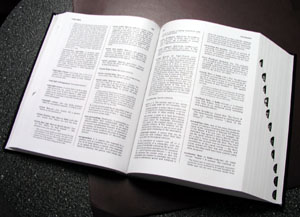

블랙법률사전(Black's Law Dictionary)은 헨리 캠벨 블랙에 의해 출판된 미국의 유명한 법률전문사전이다. 많은 대법원 판례에 인용될 만큼 권위를 인정받고 있다. 1891년 1판이 발간되었고 현재 9판까지 출간되었다. 많은 라틴어 용어가 법률에서 쓰이기 때문에 발음기호도 포함하고 있다. 현재 톰슨사에 의해 책, CD, 온라인판으로 출판되고 있다.